# Cantone di Jonzac
Il Cantone di Jonzac è una divisione amministrativa dell'arrondissement di Jonzac.
A seguito della riforma approvata con decreto del 27 febbraio 2014, che ha avuto attuazione dopo le elezioni dipartimentali del 2015, è passato da 20 a 46 comuni.

## Composizione
I 20 comuni facenti parte prima della riforma del 2014 erano:
- Agudelle
- Champagnac
- Chaunac
- Fontaines-d'Ozillac
- Guitinières
- Jonzac
- Léoville
- Lussac
- Meux
- Moings
- Mortiers
- Ozillac
- Réaux
- Saint-Germain-de-Lusignan
- Saint-Martial-de-Vitaterne
- Saint-Maurice-de-Tavernole
- Saint-Médard
- Saint-Simon-de-Bordes
- Vibrac
- Villexavier

Dal 2015 i comuni appartenenti al cantone sono diventati 46, ridottisi ai seguenti 44 dal 1º gennaio 2016 per effetto della fusione dei comuni di Réaux, Saint-Maurice-de-Tavernole e Moings per formare il nuovo comune di Réaux-sur-Trèfle.:
- Agudelle
- Allas-Bocage
- Allas-Champagne
- Archiac
- Arthenac
- Brie-sous-Archiac
- Celles
- Clam
- Clion
- Champagnac
- Chaunac
- Cierzac
- Consac
- Fontaines-d'Ozillac
- Germignac
- Guitinières
- Jarnac-Champagne
- Jonzac
- Léoville
- Lonzac
- Lussac
- Meux
- Mortiers
- Neuillac
- Neulles
- Nieul-le-Virouil
- Ozillac
- Réaux-sur-Trèfle
- Saint-Ciers-Champagne
- Saint-Dizant-du-Bois
- Saint-Eugène
- Saint-Georges-Antignac
- Saint-Germain-de-Lusignan
- Saint-Germain-de-Vibrac
- Saint-Hilaire-du-Bois
- Saint-Maigrin
- Saint-Martial-de-Vitaterne
- Saint-Martial-sur-Né
- Saint-Médard
- Saint-Sigismond-de-Clermont
- Saint-Simon-de-Bordes
- Sainte-Lheurine
- Vibrac
- Villexavier